# Лисуново (Тверская область)
Лисуново — деревня в Западнодвинском районе Тверской области России. Входит в состав Ильинского сельского поселения.

## География
Деревня расположена в южной части района.
Расстояния (по автодорогам):
- До районного центра, города Западная Двина — 68 км
- До центра сельского поселения, посёлка Ильино — 18 км
- До ближайшего населённого пункта, деревни Великая Нива — 150 метров

## История
Деревня впервые упоминается под названием Лисунова на топографической карте Фёдора Шуберта, изданной в 1865 году.
На карте РККА, изданной в 1941 году обозначена деревня Лисуново. Имела 40 дворов.
До 2005 года деревня входила в состав упразднённого в настоящее время Аксентьевского сельского округа.

## Население
| 2010 |
| ---- |
| 15   |

В 2002 году население деревни составляло 39 человек.
Национальный состав
Согласно результатам переписи 2002 года, в национальной структуре населения русские составляли 100 % от жителей.